# Tuenjai Deetes
Tuenjai Deetes là nhà bảo vệ môi trường người Thái Lan
Deetes đã làm việc với các bộ lạc sống trên đồi núi Thái Lan từ đầu thập niên 1970. Bà là người đồng sáng lập ra "Quỹ phát triển vùng đồi" (Hill Area Development Foundation) năm 1986.
Bà đã đoạt giải Global 500 Roll of Honour (Sổ Vinh danh 500 toàn cầu) của Chương trình Môi trường Liên Hợp Quốc năm 1992, và được trao Giải Môi trường Goldman năm 1994.